# Camellia pubicosta
Camellia pubicosta là một loài thực vật có hoa trong họ Theaceae. Loài này được Merr. mô tả khoa học đầu tiên năm 1942.